# Project Almanac
Project Almanac (Projeto Almanaque no Brasil e Projecto Almanaque ou Projeto Alamanaque em Portugal) (anteriormente Almanaque, Bem Vindo à Ontem e também conhecido como Cinema One) é um filme de sci-fi, suspense e aventura dirigido por Dean israelita e escrito por Jason Harry Pagan e Andrew Deutschman. O filme é estrelado por Jonny Weston, Sofia Black D'Elia, Amy Landecker, Michelle DeFraites, Gina Gardner e Sam Lerner foi lançado em 30 de janeiro de 2015 nos Estados Unidos e 05 de março de 2015 no Brasil. Em Portugal estreou no canal a cabo AXN no dia 03 de Março de 2017.

## Sinopse
Um grupo de amigos encontram os planos para a construção de uma máquina do tempo e, em seguida, a constroem. Inicialmente eles usam a máquina apenas para desfazer pequenos erros no passado, e, eventualmente, reverter seus objetivos para seu próprio benefício e prazer, no entanto, eles logo percebem que mudar o passado pode causar consequências desastrosas no futuro.

## Elenco
- Jonny Weston como David Raskin
- Sofia Black D'Elia como Jessie
- Amy Landecker como Kathy
- Michelle DeFraites como Sarah Nathan
- Virginia Gardner como Christina
- Sam Lerner como Quinn Goldberg
- Patrick Johnson como Todd
- Gary Grubbs como Dr. Lu
- Allen Evangelista como Adam
- Katie Garfield como Liv

Os membros das bandas de rock Imagine Dragons e Atlas Genius, bem como um DJ sem nome, aparecem brevemente como eles mesmos.

## Produção
Em 5 de fevereiro de 2014 a Paramount Pictures adiou a data de lançamento de 28 de fevereiro de 2014 para uma data desconhecida. A produtora entrou em uma parceria com a MTV Films para trabalhar em conjunto no marketing do filme. Em 24 de março de 2014, Borys Kit, do THR, twittou que o filme seria renomeado para "Project Almanac", e será lançado no dia 30 de janeiro de 2015..

### Filmagens
As filmagens começaram em junho de 2013, em Atlanta, Geórgia. O filme foi filmado em um estilo de found footage, mostrando as cenas por uma perspectiva de câmera.

## Recepção
Projeto Almanaque recebeu críticas mistas por parte da critica especializada. No Rotten Tomatoes, o filme mantém uma classificação de 35%, com base em 81 reviews com uma avaliação média de 4.7 / 10. Consenso do site diz: " Projeto Almanaque não é sem inteligência ou originalidade, mas a sua história fina e irritante de camerawork faz com que seja difícil para recomendar. No Metacritic o filme tem uma pontuação de 47 em 100 , com base em 25 críticos, indicando "críticas mistas ou médias". No CinemaScore pesquisas realizadas durante o dia de abertura, o público de cinema deu ao filme uma nota média de "B" em um A + em escala F.

## Polêmica com cena de acidente aéreo
As famílias de duas vítimas de um acidente aéreo de 1994 protestaram contra o uso de cenas da tragédia no longa produzido pela Platinum Dunes (a empresa de Michael Bay). Segundo a Paramount, apesar de real, a cena em questão mostraria um acidente em Tóquio de 2009, e não a queda que levou a morte de Robert Wolff e Mark McGeehannos nos anos 90. Ainda assim, Michael Bay se desculpou e pediu ao estúdio que a cena seja cortada imediatamente. O produtor diz que não sabia que o diretor novato Dean Israelite tinha usado cenas reais ao invés de criar o acidente em computação gráfica: "Deixo meus diretores fazerem os seus filmes na Platinum Dunes e os deixo com grandes responsabilidades. Infelizmente uma péssima decisão foi tomada ao se usar uma queda real ao invés de criar uma cena em VFX, sem pensar no impacto que isso teria para as famílias. Quero me desculpar profundamente com as famílias e também com Força Aérea Americana". Um representante da Paramount afirmou que o processo para remover o trecho em questão já havia sido iniciado. E o mesmo foi cortado da versão que chegou aos cinemas.